# تپه قدمگاه
تپه قدمگاه مربوط به دوران‌های تاریخی پس از اسلام است و در شهرستان تاکستان، روستای حسین‌آباد واقع شده و این اثر در تاریخ ۳ بهمن ۱۳۷۹ با شمارهٔ ثبت ۲۹۹۰ به‌عنوان یکی از آثار ملی ایران به ثبت رسیده‌است.